# CD Arquitectura
CD Arquitectura (fullständigt namn på spanska: Club Deportivo Arquitectura) är en idrottsklubb från Madrid, Spanien. Klubben grundades 1931. Den är mest känd för sin rugbysektion, vars herrlag har blivit spanska mästare nio gånger och vunnit Copa del Rey sex gånger.  Även andra sektioner har dock nått framgång, t.ex. har dess damvolleybollag blivit spanska mästare två gånger.